# Liber-Raisons d'agir
Pour les articles homonymes, voir Raisons d'agir (homonymie).
 (mai 2023).
Liber-Raisons d'agir est une maison d'édition indépendante française créée en 1996.

## Historique
Régie par un statut d'association, elle définit sa ligne éditoriale comme présentant « l’état de la recherche sur des problèmes politiques et sociaux d’actualité ».
Cette structure est issue du rapprochement de Liber, une revue, et Raisons d'agir, une association regroupant militants et chercheurs. S'inscrivant dans le renouveau de l'édition militante des années 1990, et forte du « succès sans précédent des collections "Liber" et "Liber-Raisons d'agir" au format de poche » elle « a provoqué la montée en flèche de collections militantes » en inspirant d'autres éditeurs.
Cette « cellule éditoriale […] était considérée par Pierre Bourdieu comme le plus efficace des instruments de débat intellectuel. » Ce dernier a supervisé la mise au point de la maquette et voulait que « ça soit à la fois très chic et très radical. Il ne [fallait] pas que ça ait l’air d’un bulletin syndical et en même temps, il [fallait] que cela soit sobre, modeste, que l’on puisse le mettre dans la poche, que cela ne coûte pas cher. »

### Parmi les titres publiés
- Pierre Bourdieu : Sur la télévision (1996), Contre-feux (1998)
- Serge Halimi : Les Nouveaux Chiens de garde (1997)
- Jacques Bouveresse : Prodiges et vertiges de l'analogie. De l'abus des belles-lettres dans la pensée (1999)
- Loïc Wacquant : Les prisons de la misère (1999)
- Pierre Tevanian : Le voile médiatique : Un faux débat : « l'affaire du foulard islamique » (2005)
- Pierre Rimbert : Libération de Sartre à Rothschild (2005)
- Éric Hazan : LQR : La propagande du quotidien (2006)
- Marie Bénilde : On achète bien les cerveaux : La publicité et les médias (2007)